# Securinega
Securinega es un género de plantas con flores perteneciente a la familia Phyllanthaceae y el único género de la subtribu  Securineginae. Comprende cinco especies que se encuentran en Madagascar e Isla Reunión.

## Especies seleccionadas
- Securinega abeggi
- Securinega abyssinica
- Securinega acicularis
- Securinega melanthesoides
- etc.

Varias de sus especies han sido trasladadas  al género Flueggea con los siguientes nombres:
- Securinega buxifolia Mull. Arg. = Flueggea tinctoria (L.) G. L. Webster
- Securinega leucopyrus (Willd.) Mull. Arg. = Flueggea leucopyrus Willd.
- Securinega ramiflora Mull. Arg. = Flueggea suffruticosa (Pall.) Baill.
- Securinega suffruticosa (Pall.) Rehder = Flueggea suffruticosa (Pall.) Baill.
- Securinega tinctoria (L.) Rothm. = Flueggea tinctoria (L.) G. L. Webster
- Securinega virosa (Roxb. ex Willd.) Baill. = Flueggea virosa (Roxb. ex Willd.) Voigt

## Fitoquímica
Las plantas del género Securinega producen alcaloides con el esqueleto base (6S,11bS)-6,11b-metano-3a,6,11a,11b-tetrahidrofuro[2,3-c]pirido[1,2-a]azepina. Este pequeño grupo de 30 alcaloides parece provenir biosintéticamente de la tirosina y la lisina, como el caso de la securinina, las secuamaminas, los securinoles A-D, la virosinas, la viroalosecurinina. Otros componentes del género Securinega son triterpenos del tipo damarano (Como la  cis-securinegina, aislada de Securinega melanthesoides).